# جان تی. فلین
جان تی. فلین (انگلیسی: John T. Flynn; زاده ۲۵ اکتبر ۱۸۸۲ – درگذشته ۱۳ آوریل ۱۹۶۴) روزنامه‌نگار اهل ایالات متحده آمریکا بود. بیشترین شناخته شدگی وی برای مخالفت با رئیس‌جمهور فرانکلین دلانو روزولت و ورود آمریکا به جنگ جهانی دوم بود.